# Rivière Innuksuac
Der Rivière Innuksuac ist ein 396 km langer Fluss in der Region Nunavik in der kanadischen Provinz Québec.

## Flusslauf
Der Rivière Innuksuac durchfließt den Südwesten der Ungava-Halbinsel. Er hat sein Quellgebiet südlich des Lac Qijukallalik. Er durchfließt diesen sowie die weiteren Seen Lac Chavigny, Lac Ingiuligaajuup Qamaninga und Lac Gélissen in überwiegend nördlicher Richtung. Anschließend wendet er sich nach Westen. Er durchfließt die Seen Lac Le Roy, Lac Qilalugalik und Lac Qamanirjuaq. Bei Inukjuaq mündet der Rivière Innuksuac in die Hudson Bay. Sein Einzugsgebiet umfasst 10.280 km², sein mittlerer Abfluss liegt bei 100 m³/s.